# Happy99
Happy99 (còn được gọi là Ska hoặc I-Worm)  là một con sâu máy tính cho Microsoft Windows. Nó xuất hiện lần đầu vào giữa tháng 1 năm 1999, lan truyền qua email và usenet. Con sâu tự cài đặt và chạy trong nền của máy nạn nhân mà không biết. Nó thường được coi là vi-rút đầu tiên lan truyền qua email và được dùng làm khuôn mẫu để tạo ra các vi-rút tự lan truyền khác. Happy99 đã lan rộng trên nhiều châu lục, bao gồm Bắc Mỹ, Châu Âu và Châu Á.

## Ý nghĩa
Happy99 được Paul Oldfield mô tả là "virus đầu tiên lây lan nhanh chóng qua email".  Trong Cẩm nang bảo mật máy tính, Happy99 được gọi là "con sâu hiện đại đầu tiên".  Happy99 cũng được dùng làm khuôn mẫu cho việc tạo ExploreZip, một loại virus tự lây lan khác.

## Truyền bá
Con sâu này xuất hiện lần đầu tiên vào ngày 20 tháng 1 năm 1999.  Báo cáo truyền thông về con sâu bắt đầu đến từ Hoa Kỳ và Châu Âu, bên cạnh nhiều khiếu nại về các nhóm tin từ người dùng đã bị nhiễm giun.  Asia Pulse đã báo cáo 74 trường hợp nhiễm virus từ Nhật Bản vào tháng 2 và đã có 181 trường hợp được báo cáo vào tháng 3, một kỷ lục hàng tháng tại thời điểm đó.  Vào ngày 3 tháng 3 năm 1999, một công ty việc làm ở Tokyo đã vô tình gửi 4000 bản virus đến 30 trường đại học ở Nhật Bản.
Dan Schrader của Trend Micro nói rằng Happy99 là loại virus được báo cáo phổ biến nhất trong hệ thống của họ trong tháng ba.  Một bản tin về virus được xuất bản vào tháng 2 năm 2000 đã báo cáo rằng Happy99 khiến các báo cáo về phần mềm độc hại nhiễm tệp đạt hơn 16% vào tháng 4 năm 1999.  Sophos liệt kê Happy99 trong số mười loại virus hàng đầu được báo cáo trong năm 1999.  Eric Chiến, người đứng đầu nghiên cứu tại Symantec, báo cáo rằng loài giun này là loại virus được báo cáo nhiều thứ hai ở châu Âu vào năm 2000.  Marius Van Oers, một nhà nghiên cứu của Network Associates, gọi Happy99 là "một vấn đề toàn cầu", nói rằng đó là một trong những vi-rút được báo cáo phổ biến nhất vào năm 1999.  Khi nhà nghiên cứu vi-rút Craig Schmugar đăng một bản sửa lỗi cho vi-rút trên trang web của mình, một triệu người đã tải xuống.

## Chi tiết kỹ thuật
Con sâu lây lan qua các tệp đính kèm email và usenet.  Khi được thực hiện, pháo hoa hoạt hình và hiển thị thông báo "Chúc mừng năm mới".  Con sâu sửa đổi Winsock, một thư viện giao tiếp Windows, để cho phép bản thân lan rộng.  Con sâu sau đó tự động đính kèm vào tất cả các email và bài đăng nhóm tin tiếp theo được gửi bởi người dùng.  Con sâu sửa đổi khóa đăng ký để tự động khởi động khi máy tính được khởi động lại. Trong một số trường hợp, chương trình có thể khiến một số thông báo lỗi xuất hiện.
Con sâu này được viết bởi một nhà văn virus người Pháp có tên là "Spanska". Khác với việc tự nhân giống, sâu không gây thiệt hại thêm cho máy tính bị nhiễm bệnh.  Con sâu thường sử dụng cổng 25 để lây lan, nhưng sử dụng cổng 119 nếu cổng 25 không khả dụng.  Khả năng thực thi của sâu có kích thước 10.000 byte; một danh sách các nhóm tin và địa chỉ thư rác được lưu trữ trên ổ cứng bị nhiễm.  Con sâu chỉ lây lan nếu thư viện Winsock không được đặt thành chỉ đọc.